# Richard Sanders (luchador)
Richard Sanders (Oregón, Estados Unidos, 20 de junio de 1945-Skopie, 18 de octubre de 1972) fue un deportista estadounidense especialista en lucha libre olímpica donde llegó a ser subcampeón olímpico en México 1968.

## Carrera deportiva
En los Juegos Olímpicos de 1968 celebrados en México ganó la medalla de plata en lucha libre olímpica estilo peso mosca, tras el luchador japonés Shigeo Nakata (oro) y por delante del mongol Chimedbazaryn Damdinsharav (bronce). Cuatro años después, en las Olimpiadas de Múnich 1972 ganó de nuevo la plata, en la modalidad de 57 kg.